# Толковые ребята
«Толковые ребята» (англ. Wise Guys; IMDB даёт другой вариант русскоязычного названия - "Мошенники") — гангстерская комедия от режиссёра Брайана Де Пальмы.

## Сюжет
Неразлучная парочка Мо Дикстин (Джо Пископо) и коротышка Гарри Валентини (Дэнни Де Вито) выполняют самую грязную работу для Антони Кастело (Дэн Хедайя) — самого подлого бандита в Нью-Йорке. Босс поручает им сделать крупную ставку на ипподроме. Авантюрист и фантазёр Гарри уговаривает Мо одурачить Кастело. Они ставят на другую лошадь и проигрывают. Босс в ярости, он даёт им последний шанс исправиться, а точнее, убить друг друга.

## В ролях
- Дэнни Де Вито — Гарри Валентини
- Джо Пископо — Мо Дикштейн
- Харви Кейтель — Бобби ДиЛи
- Рэй Шарки — Марко
- Лу Альбано[англ.] — Франк Акавано
- Дэн Хедайя — Энтони Кастело